# Simon de Jano
Maestro Simon de Jano, pseudonimo di Simone Giani (Milano, 29 novembre 1982), è un disc jockey e produttore discografico italiano.

## Biografia
Nominato ai Grammy Awards è membro della National Academy of Recording.
Originario di Gorgonzola si è diplomato in Organo & Composizione Organistica e Musica Elettronica al Conservatorio Giuseppe Verdi di Milano.
Ha collaborato, nel corso degli anni, assieme a diversi artisti internazionali come Ed Sheeran, John Legend, Chris Brown, Kelly Rowland, One Republic,Florence and the Machine ed italiani come Cesare Cremonini, Mahmood & Blanco, Fedez, Club Dogo, Benji & Fede, Tormento & J-Ax, Tiromancino, Danti, Raf & Rovazzi, Gabry Ponte e fondato diversi progetti artistici tra cui Meduza.
Il 22 aprile 2022 ha tenuto una lezione sulla musica elettronica in cattedra all'Università di Harvard.

## Carriera

### Carriera solista
Dal 2008 al 2016 si dedica alla carriera solista producendo principalmente tracce progressive-house.
Tra le pubblicazioni degne di nota:
- Temptation[13] sull'etichetta Size Records del dj svedese Steve Angello,
- KITT e Delorean[14] in collaborazione con Bottai sull'etichetta britannica Sosumi del dj Kryder,
- Taxi Driver e Mediterraneo sull'etichetta olandese Protocol Rec del produttore Nicky Romero e diverse tracce sull'etichetta statunitensi Ultra Music[15] supportate dalla radio britannica BBC Radio 1.

Nel corso degli anni realizza remix ufficiali per Armin van Buuren, A-Trak, Bob Sinclar, Benny Benassi, Chris Brown, Kelly Rowland e Steve Angello e come deejay si esibisce all'interno di numerosi palchi e festival internazionali.

### SDJM
Nel 2017 fonda assieme a Mattia Vitale e Luca De Gregorio gli SDJM e pubblica con Warner Music The Heat (I Wanna Dance with Somebody), che diviene colonna sonora dell'edizione 2017 di Dancing with the Stars USA.
Nel 2018, ancora con Warner Music, esce That Way, in collaborazione con il cantante inglese Conor Maynard; il brano, cover della nota I Want It That Way, riceve l'approvazione ufficiale dei Backstreet Boys.
Gli SDJM vincono il premio Dance Music Awards 2018 come Migliori produttori EDM.

### Meduza
Nel 2019, assieme a Luca De Gregorio e Mattia Vitale, crea il progetto Meduza debuttando su Universal UK con il singolo Piece of Your Heart: Piece of Your Heart diviene in breve tempo una hit mondiale collezionando più di 70 tra dischi di diamante, platino e oro e, con 2.571.000 play giornalieri, stabilisce il nuovo record italiano globale di Spotify.